# 流氓醫生 (韓國電視劇)
《流氓醫生》（英文：Dr.Gang）是韓國MBC電視台於2006年4月至5月期間播放的水木連續劇，由韓佳人、梁東根、李鐘赫、朴詩恩等演出。

## 劇情介紹
姜達高是釜山一個黑幫組織的成員，有一次，達高因受傷入院，治療他的醫生是他高中時的同學金有娜，但有娜不認得他。在一次黑幫黑吃黑中，有娜當警察的哥哥救了達高自己反而被殺，而達高為了母親以及脫離組織替老大頂罪，後來達高得知自己母親沒被照料好，以及死的警察是有娜的哥哥而決定背叛組織轉為證人，警方為了保護證人以及遵守達高的條件讓有娜一家和達高一家搬到了首爾，而有娜亦因達高的條件到首爾一間將倒閉的醫院任職。在首爾，達高原本在有娜任職的醫院當雜工卻陰錯陽差的在院門前救了醫院院長，而被那醫院的院長當成是醫生聘用……

## 人物介紹
| 演員   | 角色   | 介紹 |
| 韓佳人 | 金柳那 | 敢說敢做，別名炸彈公主。在別人沉默的時候“說話”，而且說的都在理。不僅如此，她在別人面前能大大方方地、客觀地評價自己漂亮。並且說自己是個客觀自我的人。如果不是覺得她招人喜歡，要接受她可是有點難度。漂亮總是一時的，實力才是長久的，因此她上了醫科大學。“正義”是有娜家的家風，在這個家庭裡長大的她每去一家醫院，不經意地總會成為醫院內部情況的揭發者，結果被地方醫藥界的人所孤立。她被醫院開除那天遇到了莫大的痛苦。身為一家之長，滿身正義的哥哥竟死在那些卑鄙小人的手裡。來到首爾謀生的柳那在一家快要倒閉的醫院找了份工作，並在那裡遇到了冒牌醫生姜達高。不知為什麼，她看到達高就覺得不舒服。兩人總是磕磕碰碰的。可自己又有些不安，難道是喜歡他，那種人？還是我太寂寞了/ 哎，真讓人後怕。那個傢伙，他的過去，未來都讓人無法相信。那個姜醫生會不會就是個飯桶呀？還未從社會和人們帶給她的傷痛中恢復過來的有娜，她的心正漸漸被達高所融化…此時，熙正向她走來。 |
| 梁東根 | 姜達高 | 中學輟學。別名小混混。既沒怎麼念過書，又一無所有的達高，在這個世上只能靠他自己。相信自己的判斷，相信自己的運氣。他堅信自己以後肯定會飛黃騰達，所以這之前一定要平安無事。要想這樣，就得動腦子，耍小聰明。問題是，他的小聰明太過幼稚和單純，搞得被人一下子就能看穿。反而大家都認為他是個沒心眼兒，好擺弄的人。他能勝任管理黑幫資金的重任，也是因為他的“正直”得到了組織的信任。“正直”的達高唯一欺騙的人就是他的母親，他母親不知道自己的獨生兒子是個黑社會的人。還一直以為兒子在金灣碼頭當個“管理人員”呢。母親是達高的一切，由於母親的一次失誤，使達高捲進了一場無法挽回的漩渦。達高替組織坐牢後，國家機關的人建議他只要畫出黑幫成員組織圖，就保證他一輩子安全和幸福，這令他陷入了苦惱之中。此後，達高的人生也因為接受這個提議而完全改變。他不僅被兩頭孤立，而且處境危險。他逃到首爾，不得已隱藏自己的真實身份和過去。他謊話說得更多了。但這反而是件好事。就算說謊也要重新做人。謊話給達高蓋了一個高帽，他失口成了冒牌醫生，可這讓他無法避開那雙火辣銳利的眼睛。真正的醫生有娜，達高覺得面對自己的柳那比黑幫的人還可怕。 |
| 李鐘赫 | 石熙正 | 一心要將回刀派一網打盡的檢察官。母親是個風塵女子，他出生在首爾一個風月場後院。在他一心要在法律界出人頭地時，對遇害者家屬柳那暗自產生愛情。於是他引誘過達高，捉拿過達高，還給達高找過臨時工作；他恨達高，又跟達高成了競爭對手。開始他這樣做是為了出人頭地，後來是為了這個女人… 他以為自己處於優越地位，能容易些。只要展現他那強有力的一面，暢通無阻。沒想到跟有娜講理行，談感情就不行。如何被愛，如何去愛，可惜這些內容六法全書上都沒有，讓他鬱悶。加上達高又總讓他發火。那個不起眼兒的傢伙卻能讓柳那笑，那小混混竟然膽敢打有娜的主意… 熙正身上流著韓國人固有的含有“恨”的血。即使他得不到有娜，也要整垮達高。可達高卻太微不足道，他根本不是一個層次的人。跟達高在同一個圈中較量，如果輸了，是他自尊心決不允許的事情，就連較量本身都是件羞恥的事情。熙正準備揭穿他，即使不是全天下的人，但有娜必須知道達高是個什麼傢伙。可柳那一點都沒吃驚，她早就知道了…熙正終於深深感受到了心中對於柳那的愛，他眼中的世界變得不同了。                                                                                                |
| 朴詩恩 | 李慧英 | |

## 外部連結
- 本劇韓國MBC官方網站 （页面存档备份，存于） 

## 作品的變遷
| MBC 水木劇                   | MBC 水木劇                           | MBC 水木劇 |
| ---------------------------- | ------------------------------------ | ---------- |
|                              | 流氓醫生 （2006.4.5 - 2006.5.25）    |            |
| 宮 （2006.1.11 - 2006.3.30） | 精彩的一天 （2006.5.31 - 2006.7.20） |            |